# Данијел Естулин
Даниел Естулин (29. август 1966) је теоретичар завере рођен у Литванији чији је главни интерес Билдербершка група. Познат је по својим обимним радовима о овој групи, написао књигу под називом "Истинита прича о Билдербершкој групи", а познат је и по својим семинарима уживо широм света. Према Естулиновој књизи, тајновити Билдербеси су доносили велике политичке, економске и друштвене одлуке од свог првог окупљања 1954. године.
Коментаришући поглавље у овој књизи, Брус Ремзи је написао „Овде је метод да се читалац иницира у посебну групу оних који знају; мешање чињеница са тврдњама тако да их обични читалац не разликује, и повлачење линија између А и Б, када је А особа коју желите да опозовете, а Б је познато зло.”
Естулин је објавио другу књигу, Los secretos del club Bilderberg, објављену у септембру 2006, коју је Фидел Кастро описао као „фантастичну причу“. Кубанска државна новинска агенција Пренса Латина објавила је 19. августа 2010. цео текст „размишљања” бившег председника Фидела Кастра који је био посвећен цитирању Естулина из поменуте књиге, на тему „Светска влада”.  Одабрани цитати из Естулинове књиге фокусирали су се на материјал који је заслужан Линдону Ларушу и члановима његовог покрета.
Италијански посланик Марио Боргезио позвао је Естулина да се обрати Европском парламенту 2011. године.

### Књиге на енглеском језику
- Истинита прича о Билдербешкој групи. 2007. Ревидирано и проширено издање Северноамеричке уније 2009. Ажурирано и проширено издање 2017. Вотервил, САД: Trine Day. 2009. ISBN 978-0-9799886-2-2. OCLC 223910265..

- Господари сенки: Како владе и њихове обавештајне агенције раде са дилерима дроге и терористима на обострану корист и профит. Вотервил, САД: Trine Day. 2010. ISBN 978-0-9799886-1-5. OCLC 262887238.

- Деконструкција Викиликса. Вотервил, САД: Trine Day. 2012. ISBN 978-1937584115.

- Превара хоботнице: роман. Вотервил, САД: Trine Day. 2013. ISBN 978-1937584238.

- Надолазеће доба људске деконструкције. Вотервил, САД: Trine Day. 2014. ISBN 978-1937584771.

- Институт Тависток: Друштвени инжењеринг за масе. Вотервил, САД: Trine Day. 2015.  978-1634240437..

- У сенци председништва. Вотервил, САД: Trine Day. 2018. ISBN 978-1634242028.

### Књиге на шпанском језику
- La verdadera historia del Club Bilderberg. Барселона, Шпанија: Ediciones del Bronce. 2005. ISBN 978-84-8453-157-9. OCLC 63698227.

- Los secretos del club Bilderberg. Барселона, Шпанија: Ediciones del Bronce. 2006. ISBN 978-84-8453-168-5. OCLC 71820977.

- Los señores de las sombras : la verdad sobre el tejido de intereses ocultos que decide el destino del mundo. Барселона, Шпанија: Ediciones del Bronce. 2007. ISBN 978-84-8453-175-3. OCLC 180755167.

- Conspiracion Octopus / Octopus Conspiracy. Барселона, Шпанија: Ediciones del Bronce. 2010. ISBN 978-84-8453-157-9. OCLC 607977409.

- Desmontando a Wikileaks. Барселона, Шпанија: Planeta. 2011. ISBN 978-84-8453-193-7. OCLC 758990596.

- El instituto Tavistock. Барселона, Шпанија: Ediciones B. 2012. ISBN 978-84-9872-786-9. OCLC 753635042.

### ДВД видео
- Влада у сенци: како глобална елита планира да уништи демократију и вашу слободу, Грант Р Џефри; Катарине Албрехт; Едвард Г Грифин; Данијел Естулин; Гари Ках; Чак Мислер; Џон Веон; Бредли О'Лири. Издавач: Сједињене Америчке Државе: Cloud Ten Pictures, 2009. OCLC 466168154.